# Kramerhof
Kramerhof ist eine Gemeinde nordwestlich von Stralsund im Landkreis Vorpommern-Rügen. Die Gemeinde wird vom Amt Altenpleen mit Sitz in der Gemeinde Altenpleen verwaltet.

## Geografie
Kramerhof grenzt direkt an den Nordrand von Stralsund. Die Gemeinde liegt zwischen Prohner Wiek und Strelasund in einer flachen Landschaft. Das Gemeindegebiet wird meist landwirtschaftlich genutzt. Größere Gewässer und Waldgebiet fehlen bis auf ein Waldgebiet bei Parow und die kleineren Parkanlagen bei Parow und Groß Kedingshagen gänzlich. Östlichster Punkt der Gemeinde ist der Parower Haken am Strelasund. 

## Ortsteile
| - Groß Kedingshagen - Klein Kedingshagen - Groß Damitz | - Kramerhof - Parow - Vogelsang |

## Geschichte
Nach dem Dreißigjährigen Krieg bis zum Jahr 1815 gehörte die Gegend um Kramerhof zu Schwedisch-Pommern und danach zur preußischen Provinz Pommern.
Kramerhof war bis 1952 Teil des Landkreises Franzburg-Barth und gehörte danach bis 1994 zum Kreis Stralsund im Bezirk Rostock.

2003 wurde die Marinetechnikschule der Bundeswehr in Parow fertiggestellt. Sie gilt als bedeutendste Baumaßnahme der Deutschen Marine in Mecklenburg-Vorpommern.
Gut Kramerhof: Das Gut wurde vor 1556 vom Stralsunder Everd Drulleshagen der Kramer-Compagnie von Stralsund geschenkt. Es wurde verpachtet. Der Erlös des Gutes kam bis 1945 einer Armenstiftung zugute. Der letzte Pächter war Robert Willihöft, der im Ort von den Russen erschossen wurde. Das Gutshaus ist seit 1994 in Privatbesitz.
Kedingshagen wurde erstmals 1318 urkundlich erwähnt. Vormals gehörte Kramerhof noch zu Kedingshagen. Die Gemeinde war lange Zeit in Stralsunder Besitz. Im 15. Jahrhundert wurde der Ort in Groß Kedingshagen und Klein Kedingshagen unterteilt. Das Gut Groß Kedingshagen gehörte jahrelang dem Stralsunder Reeder und Konsul Bartels und dessen Nachkommen.

## Bevölkerung
| Jahr | Einwohner |
| ---- | --------- |
| 1990 | 1793      |
| 1995 | 1793      |
| 2000 | 1790      |
| 2005 | 1787      |
| 2010 | 1800      |
| 2015 | 1797      |

| Jahr | Einwohner |
| ---- | --------- |
| 2020 | 1894      |
| 2021 | 1870      |
| 2022 | 1905      |
| 2023 | 1993      |

 Stand: 31. Dezember des jeweiligen Jahres

## Politik

### Gemeindevertretung
Die Gemeindevertretung von Kramerhof besteht aus 12 Mitgliedern. Die Kommunalwahl am 9. Juni 2024 führte bei einer Wahlbeteiligung von 68,4 % zu folgendem Ergebnis:
| Partei / Wählergruppe        | Stimmenanteil 2019 | Sitze 2019 |  | Stimmenanteil 2024 | Sitze 2024 |
| ---------------------------- | ------------------ | ---------- |  | ------------------ | ---------- |
| Aktiv für Kramerhof          | 55,7 %             | 7          |  | 75,2 %             | 9          |
| Bürger für Kramerhof         | 27,9 %             | 3          |  | 15,9 %             | 2          |
| Einzelbewerber Jürgen Malitz | –                  | –          |  | 08,8 %             | 1          |
| CDU                          | 08,5 %             | 1          |  | –                  | –          |
| SPD                          | 07,9 %             | 1          |  | –                  | –          |
| Insgesamt                    | 100 %              | 12         |  | 100 %              | 12         |

### Bürgermeister
- seit 1994: Friedrich-Christian Seide[5]

Bei der Bürgermeisterwahl am 26. Mai 2019 wurde Seide mit 54,7 % der gültigen Stimmen wiedergewählt. Am 9. Juni 2024 wurde er ohne Gegenkandidat mit 61,7 % der gültigen Stimmen in seinem Amt bestätigt. Seine Amtsdauer beträgt fünf Jahre.

### Wappen, Flagge, Dienstsiegel
Die Gemeinde verfügt über kein amtlich genehmigtes Hoheitszeichen, weder Wappen noch Flagge. Als Dienstsiegel wird das kleine Landessiegel mit dem Wappenbild des Landesteils Vorpommern geführt. Es zeigt einen aufgerichteten Greifen mit aufgeworfenem Schweif und der Umschrift „GEMEINDE KRAMERHOF * LANDKREIS VORPOMMERN-RÜGEN“.

## Sehenswürdigkeiten
- Hafen von Parow

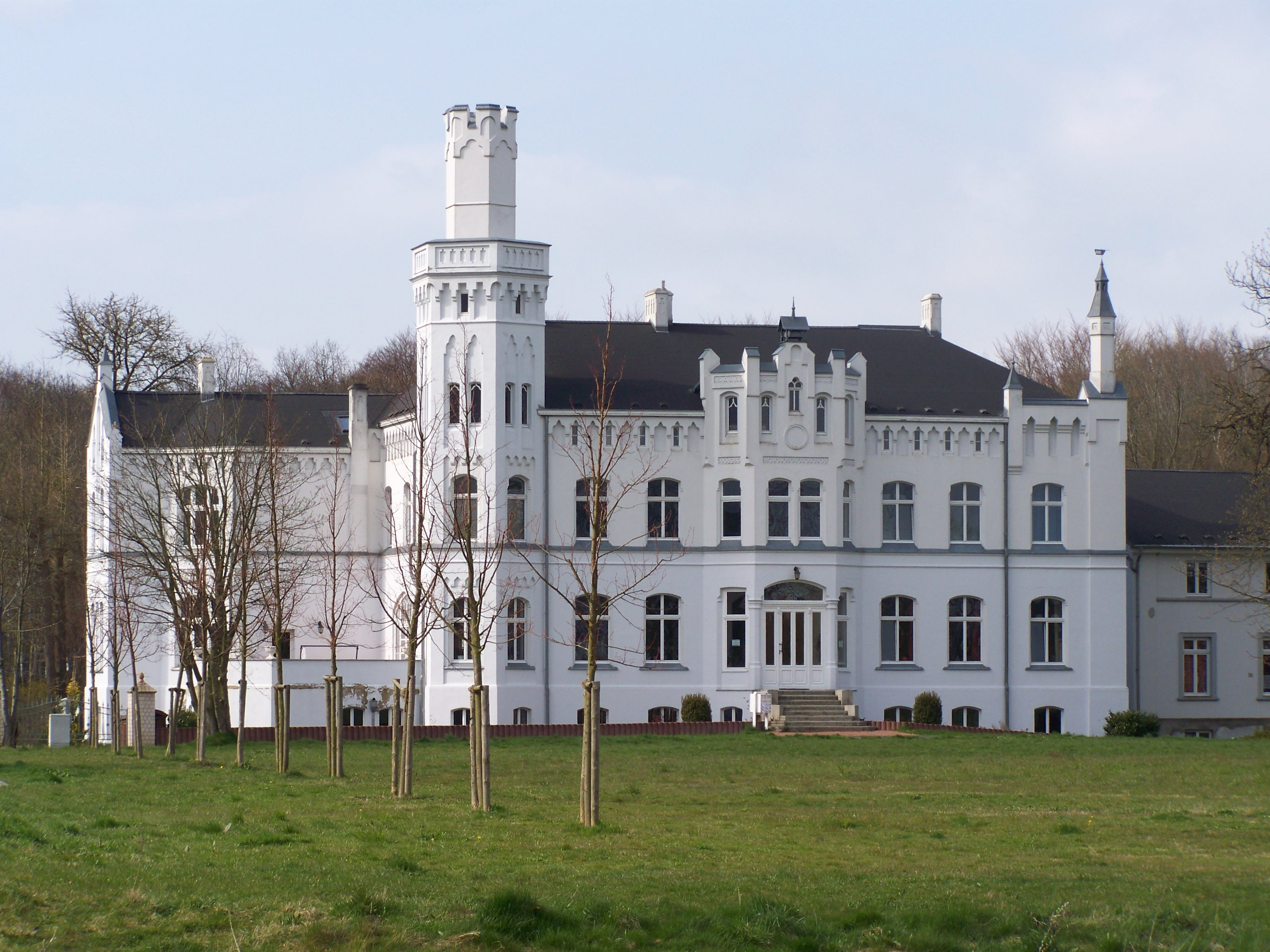
Herrenhaus Groß Kedingshagen

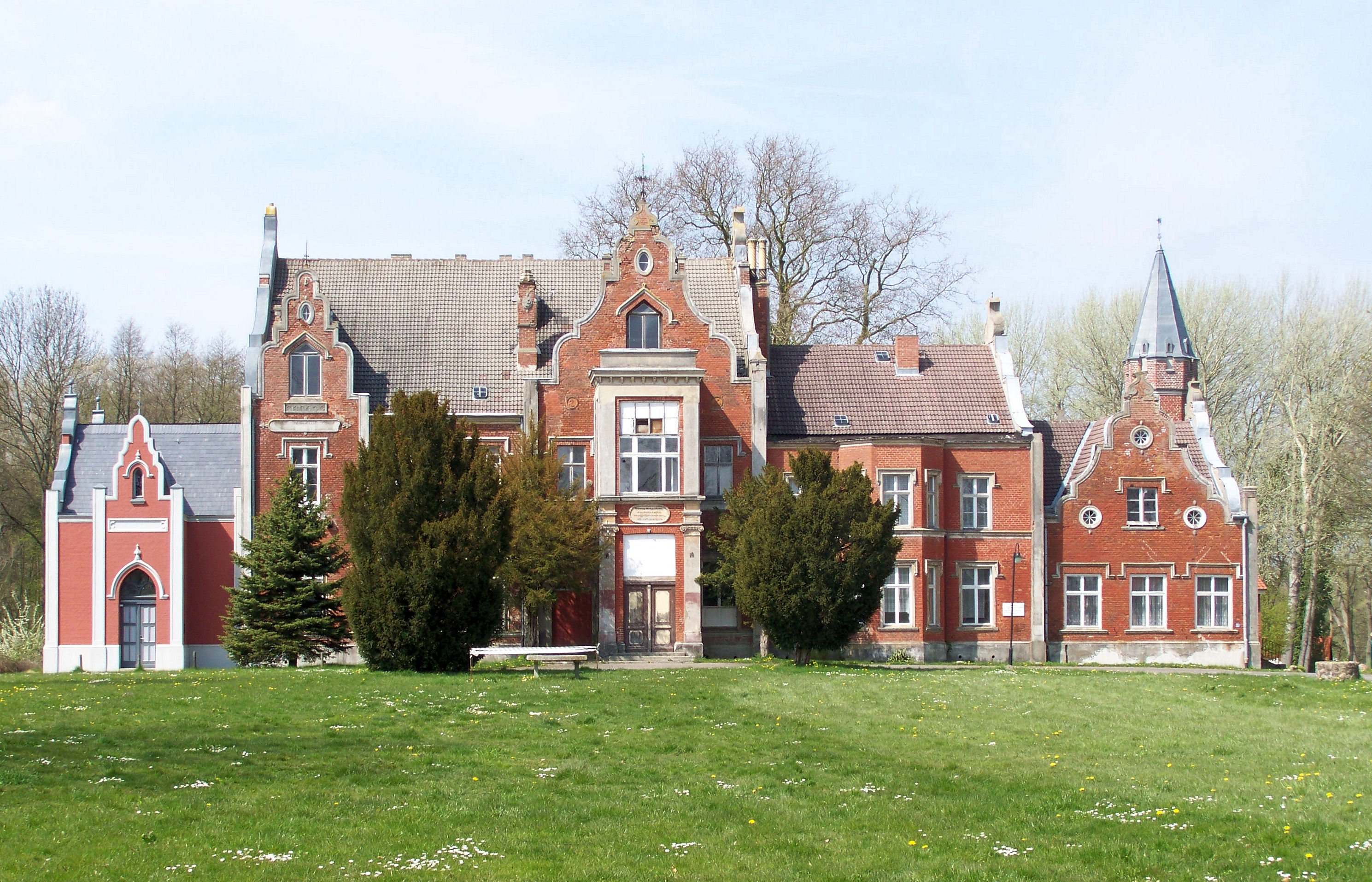
Herrenhaus Parow

- Herrenhaus „Parower Schloss“ derer von Langen
- Herrenhaus Groß Kedingshagen
- Marinetechnikschule Parow (MTS)

## Wirtschaft
Auf dem Gebiet der Gemeinde Kramerhof wurden in den 1990er Jahren ein Einkaufszentrum (Strelapark) sowie ein Sport- und Erholungsbad (HanseDom) mit Hotelkomplex (Radisson Blu) errichtet. In der Vogelsanghalle trägt der Stralsunder HV seine Heimspiele in der Handball-Bundesliga aus.

## Persönlichkeiten
- Carl-Friedrich von Langen (1887–1934), 1928 Olympiasieger im Dressurreiten in Amsterdam, lebte in Parow